# Піна Бауш
Піна (Філіпіна) Бауш (нім. Pina Bausch; 27 липня 1940, Золінген, Північний Рейн-Вестфалія — 30 червня 2009, Вупперталь) — німецька хореографка, балерина, балетмейстерка, кінорежисерка, сценаристка, продюсерка, педагогиня.
Лауреатка Європейської театральної премії (1999), нагороди Лоуренса Олів'є (Велика Британія, 2006), призу Кіото (Японія, 2007), «Золотого лева» Венеційського бієнале (2007), призу Ґете (Франкфурт-на-Майні, 2008) та інших престижних нагород.

## Біографія і творчість
Учениця хореографа Курта Йосса.
Почала танцювальну кар'єру в Німеччині та США: у 1954–1958 роках вчилася балету в Ессені, потім у Джульярдській школі у Нью-Йорку, де серед її викладачів був Ентоні Тюдор. У США танцювала у складі балетної трупи Метрополітен-опера.
1962 року повернулася до Німеччини, стала солісткою Ессенського балетного театру (з 1969 — його керівниця).
1972 року очолила Театр танцю у Вупперталі, яким керувала до кінця своїх днів.
Надалі Бауш зі своєю трупою створює спектаклі, навіяні атмосферою та пластикою тих міст, де вони виступають: Будапешта, Палермо, Стамбула, Токіо, Лісабона, Гонконгу, Мадрида, Риму, Лос-Анджелесу, Сеулу, Відня та ін. У Федеріко Фелліні у картині «І корабель пливе…» (1983) зіграла сліпу принцесу, яка на дотик грає у шахи. І у фільмі Педро Альмодовара "Поговори з нею" (2002) зіграла саму себе.
Експерименти в області сучасного танцю принесли їй безліч нагород.
2009 року у Піни Бауш виявили онкологічне захворювання. Між постановкою діагнозу та смертю минуло лише 5 днів. Ще за два дні до смерті (28 червня 2009) вона виходила на сцену театру.

## Піна Бауш у кінематографі
Крім згаданих ролей у ігровому кінематографі (Фелліні «І корабель пливе…», Альмодовар «Поговори з нею»), Піна Бауш виявила себе і в інших жанрах.
У 1983 році бельгійська кінорежисерка Шанталь Акерман зняла про неї телевізійний документальний фільм «Одного разу Піна мене запитала» (фр. Un jour Pina m'a demandé, 57 хвилин), просто за його сюжетом знімальна група слідує за знаменитою хореографкою й вуппертальським театром протягом п'яти тижнів, під час гастрольного туру Німеччиною, Італією та Францією. Метою режисерки було вловити безпрецедентне мистецтво Піни Бауш не лише у запропонованій глядацькій залі якості, а й «за сценою».
Інший документальний телефільм, тривалістю 15 хвилин, був знятий протягом одного червневого тижня 2002 року в Парижі, режисером Лі Янор (Lee Yanor), він називається «Кава з Піною» (Coffee with Pina). Ця замальовка нерідко використовується як «бонус» для DVD-випусків більш «представницьких» фільмів. 
Особливу сторінку відносин Бауш із кінематографом становлять екранізації її вистав: її власні хореографічні (і водночас кінематографічні) постановки, нерідко і з появою на екрані самої Піни в танцювальних партіях. Добре відомі її неповторні та різнопланові фільми цього жанру, такі як:
- «Орфей і Еврідіка» — фільм-вистава Паризької опери (Opéra National de Paris) на музику Глюка у постановці та сценографії Піни Бауш. Це «танцопера» (нім. «Tanzoper») — жанр, придуманий Піною Бауш: у ньому кожному персонажу відповідає два сценічні виконавці — оперний і балетний.
- «Весна священна» — фільм-балет 1978 року на музику Стравінського.
- «Кафе Мюллер» — фільм 1985 року відобразив спектакль 1978 року, заснований на особистих дитячих та юнацьких спогадах хореографки. Дія відбувається в порожньому кафе, де люди, які втратили надію та здатність любити, переживають свою самотність. Артисти вупертальського «Танцтеатру» (включно з Піною Бауш) розповідають за допомогою танцю історії про себе. Музичною основою стали арії з опер Генрі Перселла «Королева фей» та «Дідона та Еней» у виконанні Дженніфер Вівіан, Дженет Бейкер, Джона Ширлі-Куірка та Онора Шепарда[9].
- «Зони контакту, пані та панове за 65» — фільм 2007 року на основі другої редакції вистави. У 1998 році у місті Вупперталі з'явилося оголошення, що запрошує літніх людей без будь-якого акторського досвіду взяти участь у відборі для відновлення першої версії вистави «Зони контакту» (1978 року). 2000 року цей спектакль «Танцтеатру» вийшов у новій редакції. Що ж сталося з 26-ма людьми, які відгукнулися на те оголошення і були в результаті відібрані, як вони вибудовують стосунки, шукають свою «половинку»? Саме ця тема стає головним сюжетом фільму, розгортаючись у старому дансингу на тлі сентиментальних німецьких пісень 1930-х, джазу та танго. Вже за рамками фільму — за рік до смерті Бауш, у 2008 році — вийшов ще один варіант цієї ж вистави, в якій, однак, були задіяні вже не «ті, кому за…», а підлітки від 14 років.

## Особисте життя
Бауш була одружена з голландцем за походженням Ральфом Борзиком, костюмером і декоратором, який помер від лейкемії в 1980 році. У тому ж році вона познайомилася з Рональдом Кеєм, чилійським поетом та професором естетики та літератури Чилійського університету, у 1981 році народила сина Ральфа-Саломона, якого назвала на честь Борзика.

## Пам'ять
- 2010 — вистава «Король-Арлекін» Рудольфа Лотара[en] (реж. Роман Віктюк, Театр Романа Віктюка) — вистава, присвячена Піні Бауш. У виставі використано фотографії танцюючої Піни Бауш, все існує в естетиці вистави «Кафе Мюллер»[10].
- 2011 — документальний 3D-фільм «Піна» (реж. Вім Вендерс) — прем'єра відбулася на Берлінському кінофестивалі 2011 року.